# Петер Дітріх
Петер Дітріх (нім. Peter Dietrich, нар. 6 березня 1944, Ной-Ізенбург) — німецький футболіст, що грав на позиції півзахисника, зокрема, за клуби «Боруссія» (Менхенгладбах) та «Вердер», а також національну збірну Німеччини.
Дворазовий чемпіон Німеччини. 

## Клубна кар'єра
У дорослому футболі дебютував 1964 року виступами за команду клубу «Інгольштадт 04», в якій провів два сезони. 
Протягом 1966—1967 років захищав кольори команди клубу «Рот-Вайс» (Ессен).
Своєю грою за останню команду привернув увагу представників тренерського штабу клубу «Боруссія» (Менхенгладбах), до складу якого приєднався 1967 року. Відіграв за менхенгладбаський клуб наступні чотири сезони своєї ігрової кар'єри. Більшість часу, проведеного у складі «Боруссії», був основним гравцем команди. Двічі допоміг клуб вийти переможцем Бундесліги.
1971 року перейшов до бременського «Вердера», за який відіграв 5 сезонів. Завершив професійну кар'єру футболіста виступами за «Вердер» у 1976 році.

## Виступи за збірну
1970 року провів свою першу й єдину гру у складі національної збірної ФРН. Того ж року був учасником чемпіонату світу 1970 року у Мексиці, на якому був резервним гравцем і на поле не виходив, а його команда здобула бронзові нагороди.

## Титули і досягнення
- Чемпіон Німеччини (2):

«Боруссія» (Менхенгладбах): 1969-1970, 1970-1971
- Бронзовий призер чемпіонату світу: 1970